# François Nars
François Nars (Tarbes, 1959) è un fotografo e truccatore francese.

## Biografia
Spinto dalla madre appassionata di moda, si iscrive alla scuola di make-up della Carita a Parigi.
Nel 1984, incoraggiato dall'editrice di Vogue Polly Mellen, si trasferisce a New York, dove inizia a lavorare per Vogue, collaborando con il fotografo Richard Avedon.

## Carriera
Nel 1992 lavora per Anna Sui e con la cantante Madonna per il suo libro 'Sex'. Durante i due anni seguenti continua a lavorare per Anna Sui, Versace e Marc Jacobs, e nel novembre del 1994 lancia in edizione limitata dei rossetti per Barneys New York. L'anno seguente nasce NARS Cosmetics, marchio che diventa top-seller da Barneys. L'imballaggio elegante e sobrio aiuta il brand a diventare un culto per celebrità e persone comuni. Il 1996 è l'anno della prima campagna pubblicitaria del marchio, di cui si occuperà personalmente François.
Nars continua a lavorare nel mondo della moda, e pubblica un libro intitolato 'X-ray', in cui sono presenti ritratti curati sia nel make-up che nelle foto da Nars. Ritrae fra gli altri anche personaggi come Catherine Deneuve.

## Anni 2000
La Shiseido, colosso della cosmesi giapponese, acquisisce NARS Cosmetics nel 2000. L'anno seguente François pubblica il suo secondo libro, 'Makeup your mind', un manuale di trucco. Lavora ancora per Vogue con alcune fra le top model più famose per le sue campagne pubblicitarie; nel 2008 le modelle della sfilata di Max Azria vengono truccate completamente con prodotti NARS nella tonalità Orgasm.
Nel 2009 François si occupa del make-up per la sfilata autunnale di Marc Jacobs, ispirandosi a Debbie Harry e ad altre icone degli anni ottanta. Nel novembre dello stesso anno pubblica 15x15, un libro sulle sue muse ispiratrici, per celebrare i 15 anni dalla nascita del suo brand.